# Home Island
Home Island, auch Pulu Selma genannt, ist eine der zahlreichen Kokosinseln und Bestandteil des Atolls South Keeling Islands. Die 0,95 km² große Insel Australiens im Indischen Ozean liegt etwa 2.930 km nordwestlich von Perth, 3.690 km westlich von Darwin, 960 km südwestlich der Weihnachtsinsel und mehr als 1.000 km südwestlich von Java und Sumatra entfernt. Auf der Insel liegt Bantam, die größte Siedlung der Kokosinseln, in der nach offiziellen Angaben zum Zeitpunkt der Volkszählung 2016 404 Menschen leben, verglichen zu 418 im Jahr 2011.

## Geschichte
Die South Keeling Islands wurden 1826 von dem Sklavenhändler und Geschäftsmann Alexander Hare erstmals mit 100 Malaien besiedelt, darunter sein Harem. John Clunies-Ross siedelte 1827 auf Home Island mit 40 Personen, die Ross gegen ihren Willen dorthin brachte. Er installierte ein autoritäres soziales und politisches System. Am 22. Dezember 1837 gab es eine erfolglose Revolte von Malaien gegen dieses System. Daraufhin setzte John Clunies-Ross, der sich König Ross I. nannte, eine Vereinbarung durch, die die auf den Kokosinseln lebenden malaiischen und bantamesischen sowie europäischen Familien zwang, in seinen Häusern zu leben und für ihn zu arbeiten oder die Insel zu verlassen.
Die Familie Clunies-Ross lebte auf Home Island bis 1978. Ihre Arbeitskräfte hatten auf den Kokosplantagen oder in den Werkstätten sowie Lagerhäusern für die importierten Güter zu arbeiten. Da auf den Inseln nur die Kokosprodukte Kopra und Kokosöl für den Export hergestellt wurden, mussten andere Produkte importiert werden.
Aufgrund der abgeschiedenen Lage der Kokosinseln und weiterer Zuwanderung entwickelte sich im Lauf der Zeit eine eigene Ethnie, die Cocos Malays. Auf den Inseln gab es sogar eine eigene Währung. Die Herrschaft der Familie Clunies-Ross endete erst im Jahr 1978 durch die australische Regierung, als sie die Kokosinseln zum Außengebiet Australiens ausrief. Sie kaufte sie für AUD 6,250 Millionen.

## Historische Denkmale
Der um 1900 eröffnete Inselfriedhof wurde denkmalgeschützt, da er ein Beispiel von besonderer Bedeutung für die Besetzung der Kokosinseln durch die Familie Clunies-Ross und für das Leben der Cocos Malays darstellt, die auf den Kokosinseln die Kokosplantagen und Kopraproduktion aufbauten.
Ein Gebiet am Landungssteg der Insel einschließlich Teilen der dortigen Bucht und Bäume ist denkmalgeschützt. Ein weiterer denkmalgeschützter Komplex der Kopraherstellung von 2,5 ha besteht aus Baulichkeiten wie Speicher, Schuppen, Werkstätten und einer Kopra-Trocknungsanlage, einschließlich der Werkstätten für Herstellung, Transport und Wartung von Booten.

## Leben
Da die Kopraproduktion 1987 wegen Unwirtschaftlichkeit aufgegeben wurde, versucht die Bevölkerung vom Tourismus zu leben. Im Jahr 2009 war die Arbeitslosigkeit mit 65 % der Bevölkerung auf den Kokosinseln hoch, und es gab einen Sprachkonflikt, zu dessen Lösung der australische Innenminister Brendan O’Connor anreiste. Zur Minderung der Arbeitslosigkeit wird ein Bauprojekt für muslimische Touristen des pazifischen Raums verfolgt, durch das 79 Arbeitsplätze entstehen sollen.
Die Cocos Malays sprechen eine eigene Sprache und Englisch als Zweitsprache. Malaiische und Englische Sprache wird in der Schule unterrichtet. Islam ist die am meisten praktizierte Religion der Cocos Malays.